# هاميلتون ريد
هاميلتون ريد (بالإنجليزية: Hamilton Lyster Reed)‏ هو عسكري أيرلندي، ولد في 23 مايو 1869 في دبلن في جمهورية أيرلندا، وتوفي في 7 مارس 1931 في ساوث كنزنغتون في المملكة المتحدة.